# Albert Nobbs
Albert Nobbs – brytyjsko-irlandzki dramat filmowy z 2011 roku, w reżyserii Rodrigo Garcíi. Scenariusz filmu autorstwa Glenn Close i Johna Banville’a oparto na opowiadaniu The Singular Life of Albert Nobbs pióra George’a Moore’a oraz sztukę teatralną Gabrielli Prekop.
Światowa premiera filmu miała miejsce 2 września 2011 roku, podczas 38. Festiwalu Filmowego w Telluride. Następnie obraz został zaprezentowany podczas 36. Międzynarodowego Festiwalu Filmowego w Toronto (w dniu 11 września 2011).

## Opis fabuły
Koniec XIX wieku. Albert Nobbs (Glenn Close) od dziewiętnastu lat przebywa w przebraniu mężczyzny, aby móc godnie pracować. Skutki swojego postępowania zaczyna odczuwać, gdy wiąże się emocjonalnie z pewną zakochaną parą.

## Obsada
- Glenn Close jako Albert Nobbs
- Mia Wasikowska jako Helen Dawes
- Aaron Johnson jako Joe Macken
- Janet McTeer jako Hubert Page
- Pauline Collins jako pani Baker
- Brenda Fricker jako Polly
- Jonathan Rhys Meyers jako Viscount Yarrell
- Brendan Gleeson jako doktor Holloran
- Maria Doyle Kennedy jako Mary
- Mark Williams jako Sean

i inni

## Nagrody i nominacje
18. ceremonia wręczenia nagród Gildii Aktorów Ekranowych
- nominacja: wybitny występ aktorki w roli pierwszoplanowej − Glenn Close
- nominacja: wybitny występ aktorki w roli drugoplanowej − Janet McTeer

84. ceremonia wręczenia Oscarów
- nominacja: najlepsza aktorka pierwszoplanowy − Glenn Close
- nominacja: najlepsza aktorka drugoplanowa − Janet McTeer
- nominacja: najlepsza charakteryzacja − Martial Corneville, Lynn Johnston i Matthew W. Mungle

69. ceremonia wręczenia Złotych Globów
- nominacja: najlepsza aktorka w filmie dramatycznym – Glenn Close
- nominacja: najlepsza aktorka drugoplanowa − Janet McTeer
- nominacja: najlepsza piosenka Lay Your Head Down − Brian Byrne, i Glenn Close

16. ceremonia wręczenia Satelitów
- nagroda: najlepsza piosenka Lay Your Head Down
- nominacja: najlepszy scenariusz adaptowany − John Banville, Gabriella Prekop i Glenn Close
- nominacja: najlepsza aktorka w filmie fabularnym − Glenn Close
- nominacja: najlepsza aktorka w roli drugoplanowej − Janet McTeer

26. ceremonia wręczenia Independent Spirit Awards
- nominacja: najlepsza drugoplanowa rola żeńska − Janet McTeer